# Uno (Marlene Kuntz)
Uno è il settimo album dei Marlene Kuntz, pubblicato il 14 settembre 2007 per la Virgin Records.

## Il disco
Il disco è stato registrato e mixato a Cuneo da Riccardo Parravicini e prodotto da Gianni Maroccolo. Vede la straordinaria partecipazione di Paolo Conte (al pianoforte in Musa) e di Greg Cohen (contrabbassista di Tom Waits). Si tratta di un concept album incentrato sull'amore in tutte le sue sfaccettature. I singoli estratti sono Uno e Musa.
Il disco vede un cambio di sonorità molto importante, infatti vengono abbandonati totalmente i suoni e le composizioni dei precedenti lavori a favore di un rock più cantautorale e malinconico.
Nel booklet del CD, inoltre, molti autori italiani hanno dato il loro contributo in prosa: tra di loro spiccano Stefano Benni, Carlo Lucarelli, Tiziano Scarpa ed Enrico Brizzi.
Per la grafica e le coreografie della copertina e del booklet dell'album, il gruppo ha scelto i luoghi e le rappresentazioni dell'Arte Sella presenti nell'edizione della Biennale del 2006.
Nel Live in Love Tour, che segue la pubblicazione dell'album, si uniscono al gruppo il bassista Luca "Lagash" Saporiti (La Crus, Amor Fou) e il polistrumentista Davide Arneodo.

## Tracce
1. Canto – 5:03
2. Musa – 5:03
3. 111 – 5:39
4. Canzone ecologica – 3:49
5. Fantasmi – 4:40
6. La ballata dell'ignavo – 5:29
7. Abbracciami – 4:26
8. Sapore di miele – 4:48
9. Canzone sensuale – 4:38
10. Negli abissi fra i palpiti – 4:53
11. Stato d'animo – 4:51
12. Uno – 3:47

Traccia bonus (edizione iTunes)
1. Abbracciami (Barux Studio Mix) – 3:39

## Formazione
Marlene Kuntz
- Cristiano Godano – voce, chitarra, organo Hammond
- Riccardo Tesio – chitarra, tastiera, synth
- Gianni Maroccolo – basso
- Luca Bergia – batteria

Altri musicisti
- Paolo Conte – pianoforte in Musa
- Greg Cohen – contrabbasso
- Ivana Gatti - cori
- Vittorio Cosma - pianoforte
- Quartetto Musicamorfosi - archi in Stato d'animo
- Avishai Chameides - viola in Stato d'animo
- Feyzi Brera - violino in Stato d'animo
- Eloisa Manera - violino in Stato d'animo
- Pietro Nappi - violoncello in Stato d'animo

## Classifiche
| Classifica (2007) | Posizione massima |
| ----------------- | ----------------- |
| Italia            | 5                 |